# 卡桑德拉大桥
《卡桑德拉大桥》（英語：The Cassandra Crossing）是一部由英国、意大利和前西德联合制作的灾难片，于1976年12月8日上映，导演是乔治·P·科斯马图斯。本片由媒体大亨Lew Grade爵士（英国聯合電視负责人）和意大利电影制片人卡洛·蓬蒂担任制片，利用全明星阵容旨在大面积吸引国际关注，电影上映前的播映权已经发放给英国和美国的分销商。制片人卡洛·蓬蒂的妻子索非娅·罗兰担任本片女主演。片中的卡桑德拉大桥实际取景自法国加拉比高架桥。1980年代初，由上海电影译制厂译制引进中国大陆。

## 剧情
影片假想在冷战时期，三名恐怖分子袭击位于日内瓦的世界卫生组织总部，其中一人当场丧生，一人感染鼠疫后逃进了一列开往斯德哥尔摩的火车，导致鼠疫病毒在车内蔓延开来。美国驻世卫组织的代表、陆军情报部“麦肯齐”上校负责处理此事。
火车原计划由瑞士日内瓦始发，经巴塞尔、巴黎、布鲁塞尔、阿姆斯特丹、哥本哈根等西欧主要城市，最后抵达瑞典斯德哥尔摩。一路上各地均对病毒避之不及，最后麦肯齐上校说服华约成员国波兰接收受感染的整列火车，并宣称在波兰为乘客提供隔离点和治疗区。
美军方为了阻止病毒传播和掩盖真相，在纽伦堡由美國驻德憲兵武装登车接管，并为整列火车安装了临时供氧设备。火车改道前往波兰，终点为波兰一处曾为前納粹集中營的地方，途中需通过波兰境内年久失修的“卡桑德拉大桥”，以图通过火车事故消灭感染乘客，阻止病毒蔓延。后发现过量氧气可能可抑制病毒，车上乘客症状正在缓解，但麦肯齐上校仍坚持驶往卡桑德拉大桥。最后乘客通过武力抢夺控制权，切断火车连接部分，后部二等车厢在大桥前刹车停止，乘客幸存下来；前部由士兵把控的一等车厢大桥坠桥，无人生还。

## 演员
- 李察·哈里斯 饰 张伯伦（Jonathan Chamberlain）医生，乘客，神经外科医生，组织车上乘客自救
- 伯特·蘭卡斯特 饰 麦肯齐（Col. Stephen MacKenzie）上校，火车行动指挥者，美国驻世卫组织的代表、陆军情报部人员
- 索非娅·罗兰 饰 詹妮弗（Jennifer Rispoli Chamberlain），作家，张伯伦医生的前妻
- 馬田·辛 饰 罗比·纳瓦罗（Robby Navarro），伪装成登山者的毒贩，正被国际刑警组织通缉
- O·J·辛普森 饰 海利（Haley），伪装成神父的国际刑警组织探员
- 李·斯特拉斯伯格 饰 赫尔曼·卡普兰（Herman Kaplan），犹太小商贩，二战时从納粹集中營逃出
- 艾娃·加德纳 饰 妮可（Madame Nicole Dressler），罗比的女友，军火商妻子
- 英丽德·图林 饰 斯屈德纳（Elena Stradner），世界卫生组织医生